# Zamek krzyżacki w Ostródzie
Zamek krzyżacki w Ostródzie – zabytkowy zamek znajdujący się na terenie Ostródy.

## Historia
Pierwsza warownia prokuratorska położona w widłach Drwęcy wpadającej wówczas dwoma nurtami do Jeziora Drwęckiego istniała zapewne w początku XIV wieku bezpośrednio na północ od dzisiejszego zamku. Pierwsza wzmianka o warowni pochodzi z około 1300 roku. Była to prawdopodobnie budowla o konstrukcji drewniano-ziemnej i podlegała administracyjnie komturowi dzierzgońskiemu. Nową budowlę obronną obok starszej wzniesiono w latach 1349–1370, a więc za rządów komtura ostródzkiego Güntera von Hohensteina, który jest znany jako inspirator budowy zamku w Olsztynku i w Świeciu. W przeciwieństwie do Świecia zamek ostródzki nie miał żadnych wież, które w końcu XIV wieku były rzadkością w budownictwie krzyżackim (do czasu rozpowszechniania wież ogniowych). W 1381 roku istniały dwie budowle zamkowe, stara i nowa, obie spalone tego roku przez wojska księcia litewskiego Kiejstuta. 

"...castrum Osterode novum cum antiquoplene exustum est" – (nowy zamek w Ostródzie został wraz ze starym w całości spalony)

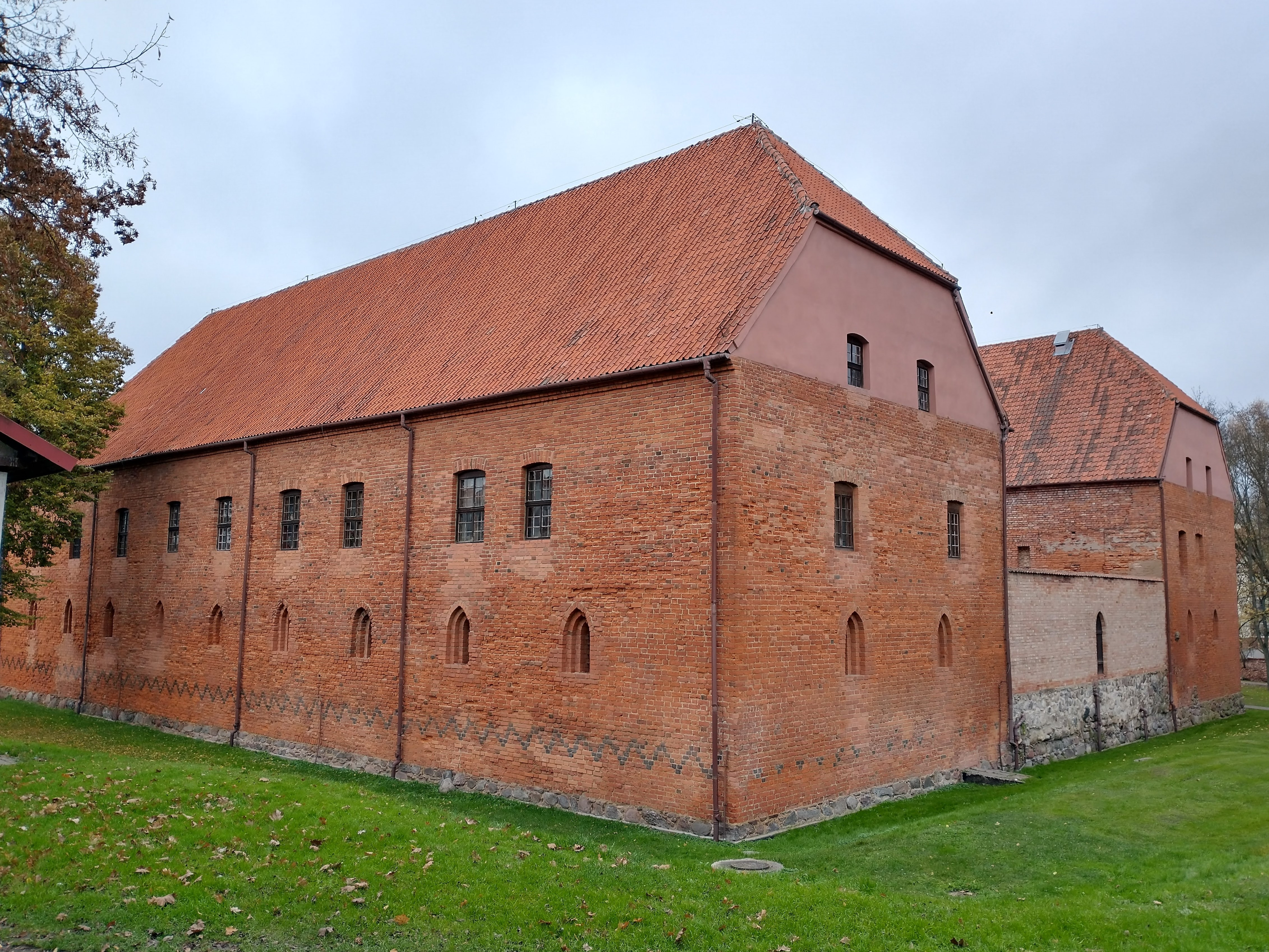
Zamek w Ostródzie – widok ogólny

Przygotowując się do nowej wojny z Polską, zamek odbudowano w latach 1407–1410 na planie zbliżonym do obecnego, z tym że lepiej go umocniono, otoczono murem i fosą. Fosa była wypełniona wodą. Zasypano ją dopiero w XVIII wieku. Do zamku wjeżdżało się od strony zachodniej przez zwodzony most znajdujący się ponad fosą, następnie przez nieistniejące obecnie przedbramie, a potem podwójną bramę wjazdową ostrołukowo sklepioną z bloków granitowych. Od strony północnej w kierunku rzeki Drwęcy wychodził z zamku ganek wsparty na trzech filarach prowadzący do gdaniska. Jako pierwsze zbudowano skrzydło południowe mieszczące kaplicę. Podzamcze za rzeką od północy pełniło funkcję ośrodka rzemieślniczo-usługowego, z browarem, młynem, kuźnią. Znajdowały się tam stajnie, szopy i spichlerze. W końcu XIV wieku zamku broniła artyleria. Inwentarze z 1391 roku wymieniają jedną "dużą puszkę" z trzydziestoma kulami kamiennymi i dziesięcioma kamieniami (miara wagi) prochu, trzy "małe puszki" z sześćdziesięcioma pociskami kamiennymi oraz dwa działa strzelające kulami z ołowiu, których trzysta było w zapasie. Artyleria ta wspomagała wojska krzyżackie w bitwie pod Grunwaldem. Pod zamkiem znajdowały się obszerne piwnice; przyziemia wykorzystywano jako magazyny oraz zbrojownię. Na piętrze mieściła się sypialnia braci zakonnych, jadalnia, wielka sala rycerska (o czterech oknach i trzech drzwiach) oraz kaplica usytuowana w południowym skrzydle. Przy skrzydłach zamku były ganki dla straży, do których wchodziło się z podwórka po schodach. Pod nimi był loch więzienny. Po bitwie pod Grunwaldem zamek 18 lub 19 lipca 1410 roku został zajęty przez pruskiego rycerza Mikołaja von Doringen i przekazany wojskom polskim. W dniu 3 października 1410 roku zamek broniony przez Mikołaja z Leśniewa odbili Krzyżacy.
W czasie wojny trzynastoletniej w 1454 roku zamek został zdobyty szturmem przez Związek Pruski, ale we wrześniu odzyskali go Krzyżacy.
Podczas wojny pruskiej w styczniu 1520 roku zamek nieskutecznie oblegały wojska polskie. Od 1621 do śmierci w 1639 przebywał tu na wygnaniu książę brzeski Jan Chrystian, na zamku ostródzkim mieszkał też jego syn Chrystian.

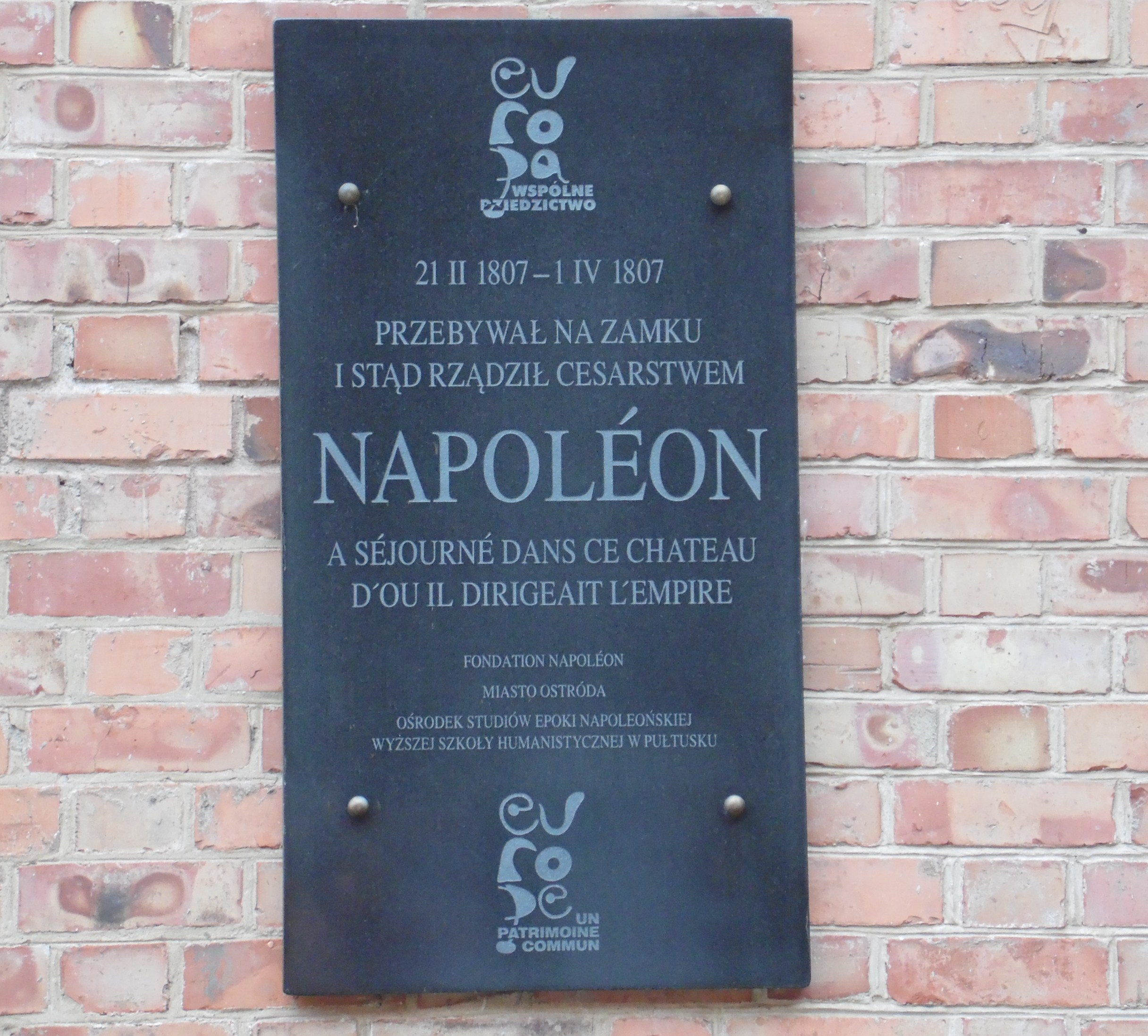
Tablica upamiętniająca pobyt Napoleona Bonaparte na zamku w 1807 roku

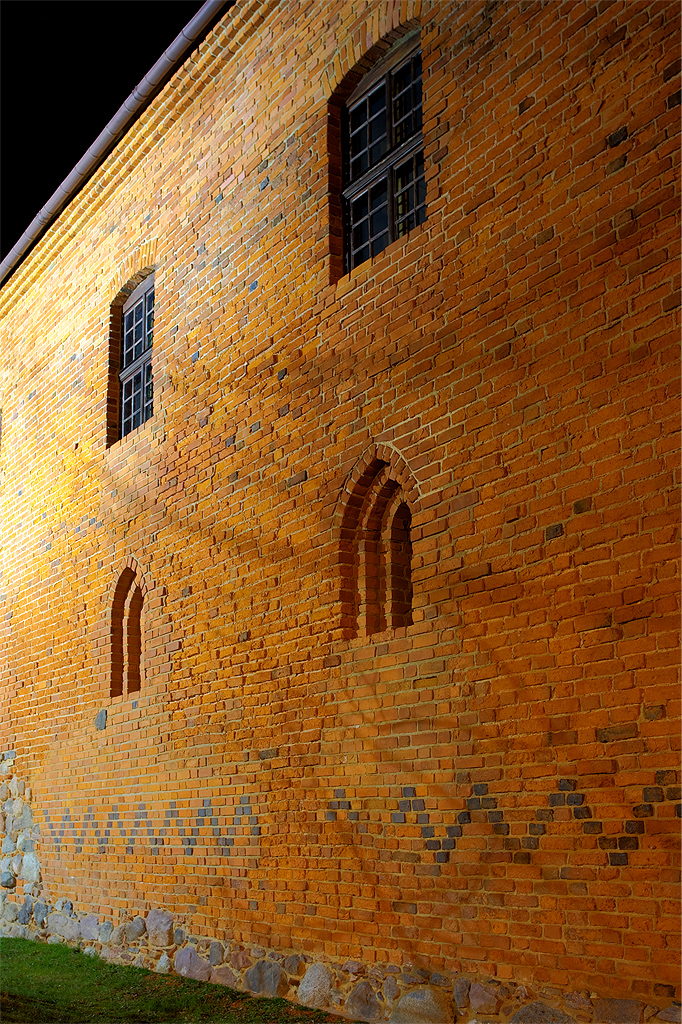
Zamek w Ostródzie nocą

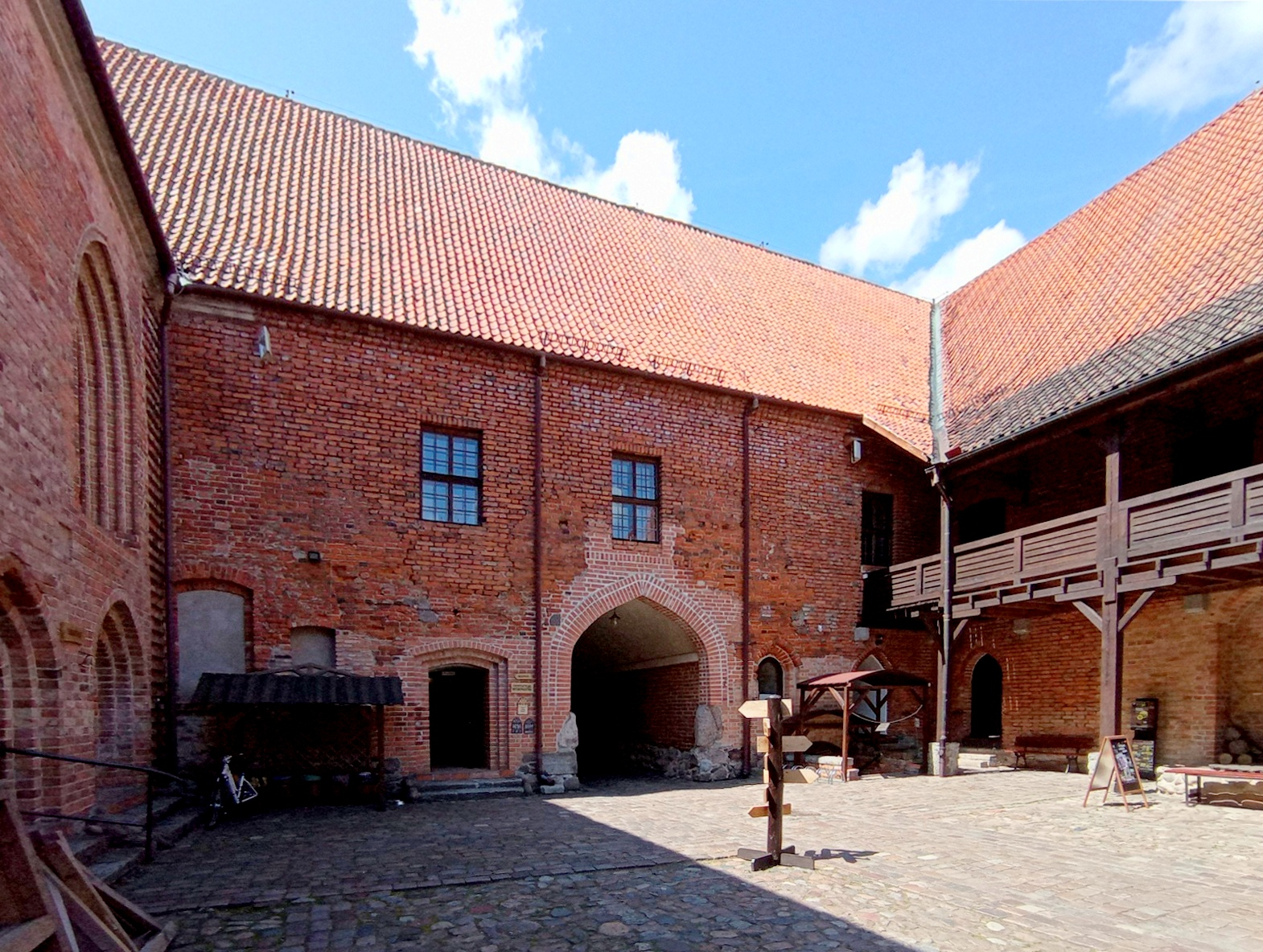
Brama wjazdowa

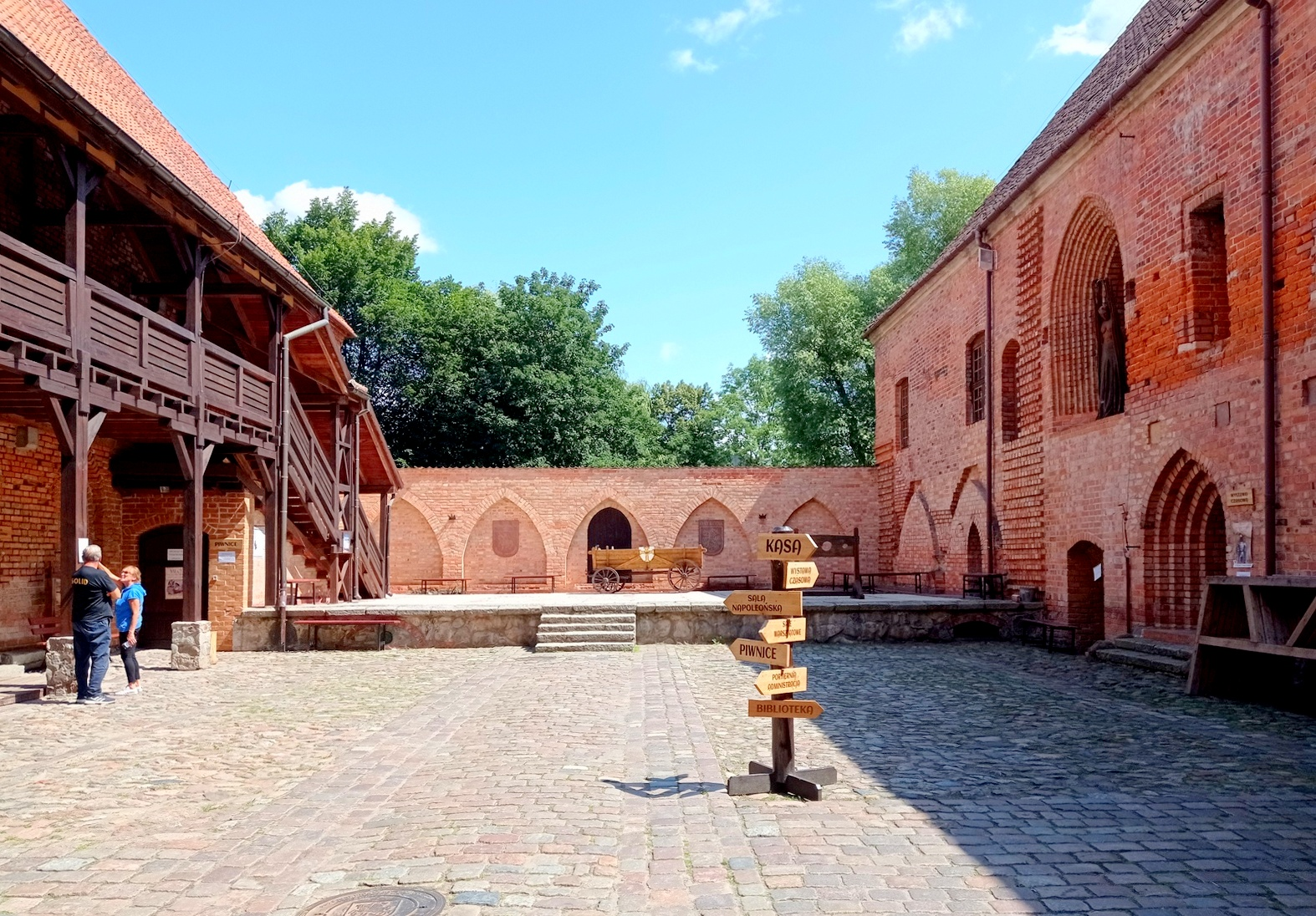
Dziedziniec

Z zachowanego opisu zamku z połowy XVII wieku wiadomo, że istniały tu także pomieszczenia urzędowe, prochownia, magazyn soli oraz sala sądowa znajdująca się nad główną bramą. Z innego dokumentu (1780) wynika, że zamek miał trzy kondygnacje i trzy główne skrzydła. Do skrzydła południowego w XVI wieku dobudowano od strony dziedzińca okrągłą wieżę z kręconymi schodami (niezachowana). Podczas wielkiego pożaru Ostródy w 1788 roku wieża i wschodnie skrzydło uległo poważnemu zniszczeniu, w związku z czym rozebrano je, ponieważ groziły zawaleniem. Po pożarze dokonano także poważnych przeróbek w całym zamku, gdyż zmieniła się jego funkcjonalność. Do ocalałego gotyckiego parteru dobudowano wówczas jeszcze jedno piętro i ulokowano tam starostwo, następnie sąd, a ostatecznie mieszkania. Wewnątrz zamku był dziedziniec zamkowy, nie zabrukowany jeszcze w 1802 roku, a wokół niego, przy ścianach zamku, drewniane podcienia kryte gontowym daszkiem. Stropy strychowe i więźba dachowa były drewniane, stropy w piwnicach – ceglane. W 1807 roku na zamku od 21 lutego do 1 kwietnia przebywał Napoleon. Następnie od kwietnia mieszkał w nim francuski marszałek Davoût. Zamek znacznie zeszpecono w końcu XIX i początku XX wieku. W trakcie działań wojennych zamek ucierpiał, zaś po zajęciu miasta 1945 r. został doszczętnie spalony przez Armię Czerwoną. Odbudowa została rozpoczęta w 1974 i trwała do 1996. Podczas odbudowy niezrealizowano planowanej odbudowy południowego krużganka. W chwili obecnej mieści się w nim centrum kultury, galeria, biblioteka oraz muzeum.